# 羅爾夫·米策尼希
羅爾夫·海因里希·米策尼希（德語： 1959年6月25日—）德国政治家、社会民主党党员，社会民主党联邦议会领袖，不莱梅大学历史和政治学专业博士，2002年起当选科隆第三选区联邦议会议员。